# Schwedenmarter Massenricht

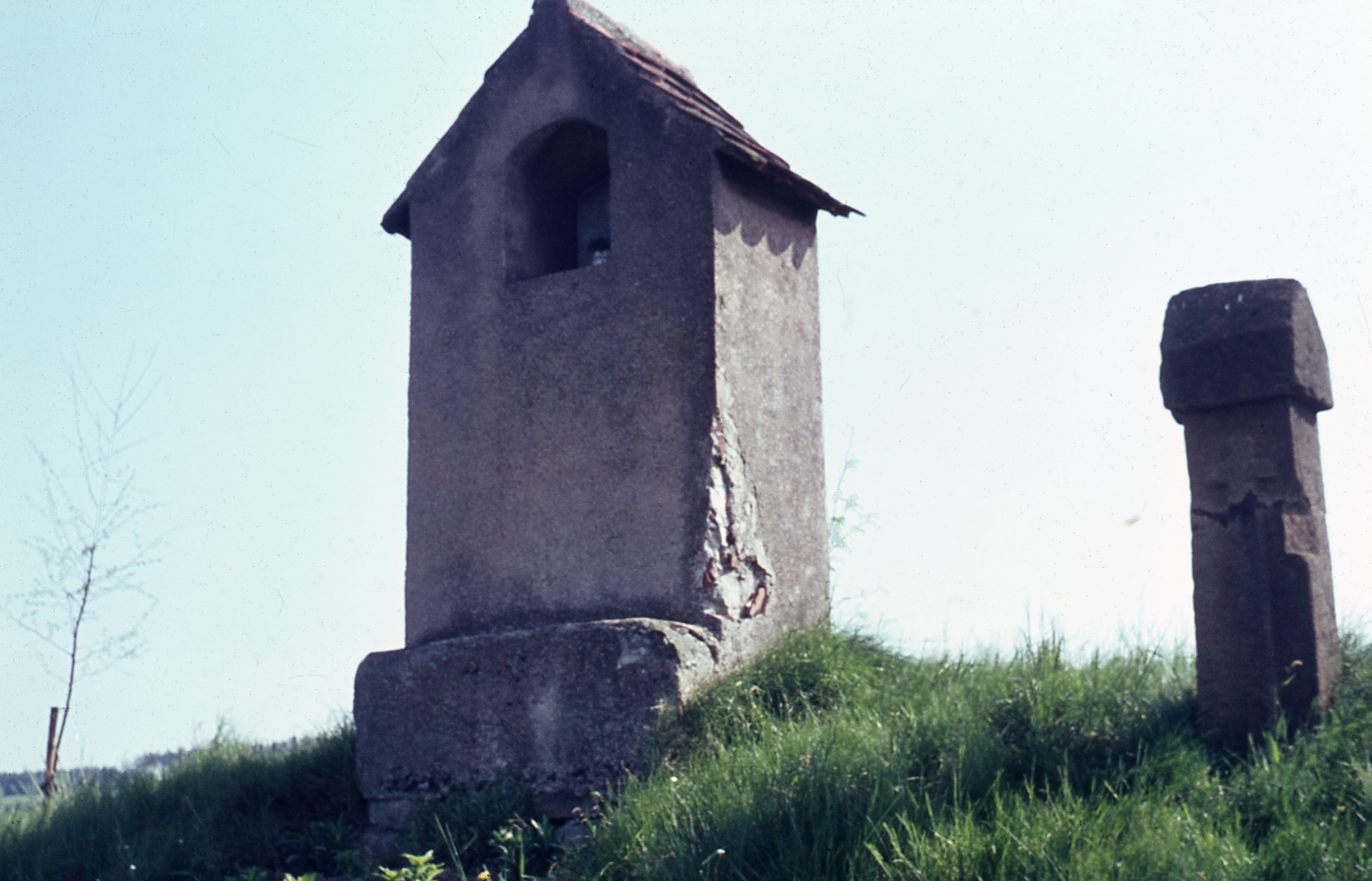
Schwedenmarter in Massenricht (rechts)

Die Schwedenmarter Massenricht befindet sich heute 150 m vor dem westlichen Ortsende von Massenricht, einem Ortsteil der oberpfälzischen Stadt Hirschau im Landkreis Amberg-Sulzbach von Bayern. Es ist eines der wenigen Flurdenkmäler, welches die Säkularisation von 1803 und die damals angeordnete Demolierung aller Zeichen der Volksfrömmigkeit überstanden hat.
Die Schwedenmarter ist 1,5 m hoch und aus einem Stück aus Seugaster Sandstein gefertigt. Am Schaft zeigt es ein erhabenes Hochkreuz. Der nach drei Seiten vorspringende Kopf ist relativ flach. Auf der Traufseite stehen die Buchstaben LMM und darunter die Jahreszahl 1632. Eine Aussparung an der rechten Schaftkante dürfte von einem einstmals angebrachten Opferstock stammen. 
Eine historisch gesicherte Erklärung für seine Entstehung gibt es nicht. Die Jahreszahl 1632 hat aber im Volksmund eine Sage über eine Gräueltat aus dem Dreißigjährigen Krieg entstehen lassen. Demnach sollen die Schweden einen Bauern an einen Pferdeschwanz gebunden und aus dem Dorf hinausgeschleift haben. Ein anderer Bauer, der dies sah, ging mit einem Schmerkappl (das ist eine kleine lederne Kappe ohne Schild) voller Geld zu den Soldaten und löste ihn aus. Zum Dank für seine Befreiung soll dann der Bauer das Marterl errichtet haben.
Die Schwedenmarter stand, flankiert von zwei Steinstümpfen, bis 1967 außerhalb des Ortes beim „Micherlmarterl“. Anlässlich der Dorfverschönerung wurde es um ca. 200 m an den Ortsrand versetzt. 